# Obersachwalt
Der Obersachwalt (auch: Obersachwald, lateinisch Procurator Justiciae) war ein hoher Justizbeamter in Schwedisch-Pommern. Er hatte die Gerichte und die an diesen zugelassenen Anwälte und Notare zu beaufsichtigen und die Einhaltung aller Rechtsnormen des Landes zu kontrollieren. Sämtliche oberen und niederen Gerichte mussten ihm dazu regelmäßig Verzeichnisse der bearbeiteten Zivil- und Strafsachen zusenden. Er durfte alle für seine Tätigkeit notwendigen Untersuchungen vornehmen, was vor allem die selbständige Visitation der Gerichte, Kollegien und Ämter bedeutete, und musste dabei von allen Behörden unterstützt werden. Jedermann konnte sich bei Verdacht auf Abweichungen von Gesetzen unmittelbar an den Obersachwalt wenden. Dieser musste allen Beschwerden über Unregelmäßigkeiten und Missständen im Justizapparat nachgehen.
Der Obersachwalt konnte keine Gerichtsurteile verändern, aber Belehrungen und bei Nachlässigkeiten Strafen erteilen. Missstände musste er dem zuständigen Fiskal übergeben. Von den Militärgerichten, die direkt der schwedischen Jurisdiktion unterstanden, durfte er Erläuterungen einholen. Über Unregelmäßigkeiten bei der Regierung Schwedisch-Pommerns oder am Wismarer Tribunal musste er dem König durch den Generalgouverneur berichten, dem er unmittelbar unterstellt war. Jährlich musste er dem schwedischen König schriftlich Bericht erstatten.
Das Amt des Obersachwalts, welches dem des schwedischen Justizkanzlers ähnelte, wurde 1799 gegen den Widerstand der Landstände errichtet, die nicht an Veränderungen der Patrimonialgerichtsbarkeit interessiert waren. Es wurde 1806 bei der Einführung der schwedischen Verfassung in Pommern beibehalten und ab 1811 durch einen Regierungsrat mitverwaltet.